# 櫻川五良藏
櫻川 五良藏（さくらがわ ごろぞう、1886年5月17日 - 1924年2月25日）は、現在の青森県黒石市出身で立田山部屋に所属した力士。本名は木村 慶次郎。身長167cm、体重105kg。最高位は西前頭2枚目。

## 経歴
郷里にいた頃は裁判所の職員をしながら教員を目指していた経歴を持つ。1903年1月に初土俵を踏み、1911年2月十両昇進。1912年1月入幕を果たし、2枚目まで躍進するが三役昇進はならなかった。十両に陥落してからは振るわず、1917年1月廃業した。櫻川五良藏の四股名は講談の登場人物の名から付けた。

## 成績
- 幕内8場所29勝34敗13休4分預
- 十両優勝1回、幕下優勝2回

## 改名
高ノ森→左倉川→櫻川